# Unión de Municipios Españoles
La Unión de Municipios Españoles (UME) fue una asociación de España existente entre 1926 y 1940.

## Historia
Planteada la idea de creación de una asociación municipalista en el I Congreso Municipalista de octubre de 1925, la asociación fue creada en el II Congreso Municipalista celebrado en abril de 1926. El primer presidente de su consejo ejecutivo fue el conde de Vallellano, alcalde de Madrid. La asociación fue miembro numerario de la Unión International des Villes et Pouvoirs Locaux radicada en Bruselas.
Tuvo su sede en el número 13 de la madrileña calle de los Madrazo. Se dio por extinguida la organización en la Ley de 6 de septiembre de 1940 creando el Instituto de Estudios de Administración Local, que heredó sus bienes materiales y su sede.